# NGC 536
NGC 536 ist eine Balken-Spiralgalaxie vom Hubble-Typ SBb im Sternbild Andromeda am Nordsternhimmel. Sie ist schätzungsweise 238 Millionen Lichtjahre von der Milchstraße entfernt und hat einen Durchmesser von etwa 225.000 Lj.
Gemeinsam mit den Galaxien NGC 529, NGC 531 und NGC 542 bildet sie die Hickson Compact Group 10 (HCG 10).
Die Typ-II-Supernova SN 1963N wurde hier beobachtet.
Das Objekt wurde am 13. September 1784 von dem deutsch-britischen Astronomen Friedrich Wilhelm Herschel entdeckt.